# Tatra 87

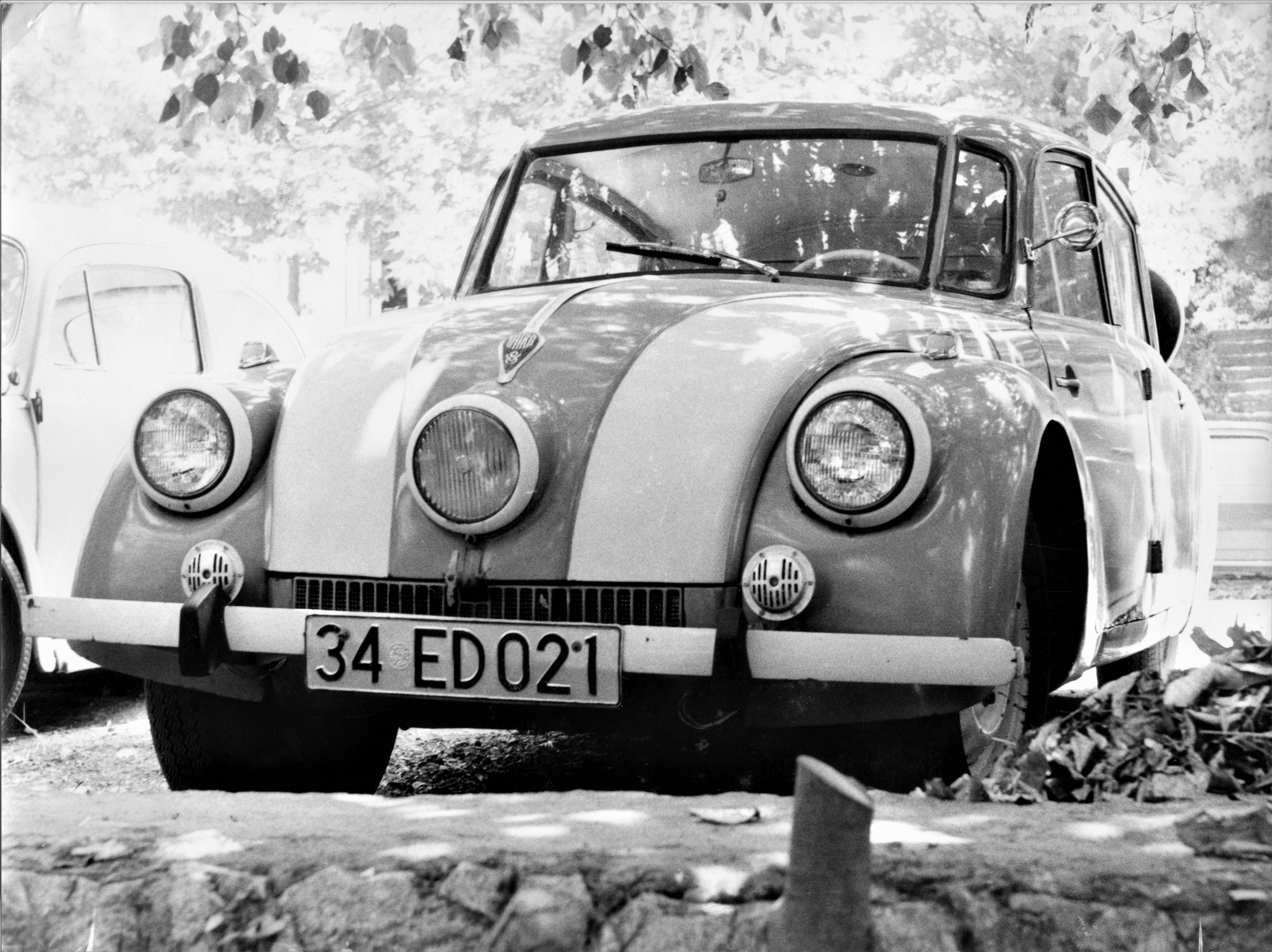
Tatra 87 voorzijde gezien in Edirne (Turkije) in 1973

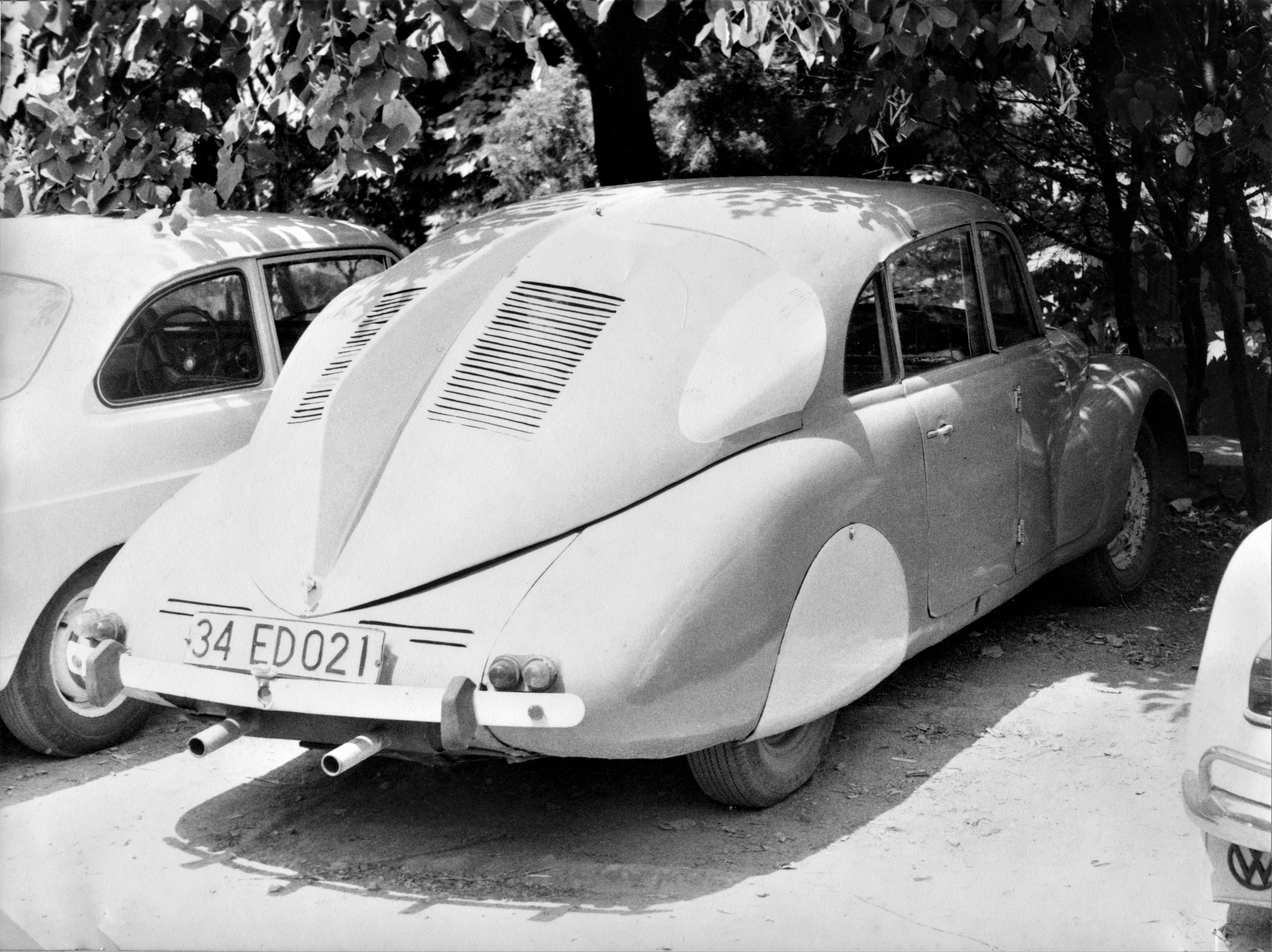
Tatra 87 achterzijde gezien in Edirne (Turkije) in 1973

De Tatra 87 is een auto met heckmotor die werd geproduceerd door de Tsjechoslowaakse auto- en vrachtwagenfabriek Tatra. De Tatra 87 werd van 1937 tot 1950 gebouwd. Tijdens de Tweede Wereldoorlog was er een productiestop.

## Geschiedenis
De Tatra 87 werd aangedreven door een achterin geplaatste 2968 cc luchtgekoelde V8 met een elektron-legering (90% Mg en een kleine 10% Al) carter en twee bovenliggende nokkenassen die 75 pk of 55 kW leverde bij 3500 tpm. De auto bereikte een topsnelheid van 161 km/u. In 1936 kwam er een kleinere versie uit die aangedreven werd door een viercilinderboxermotor van 1739 cc en 40 pk: de Tatra 97.

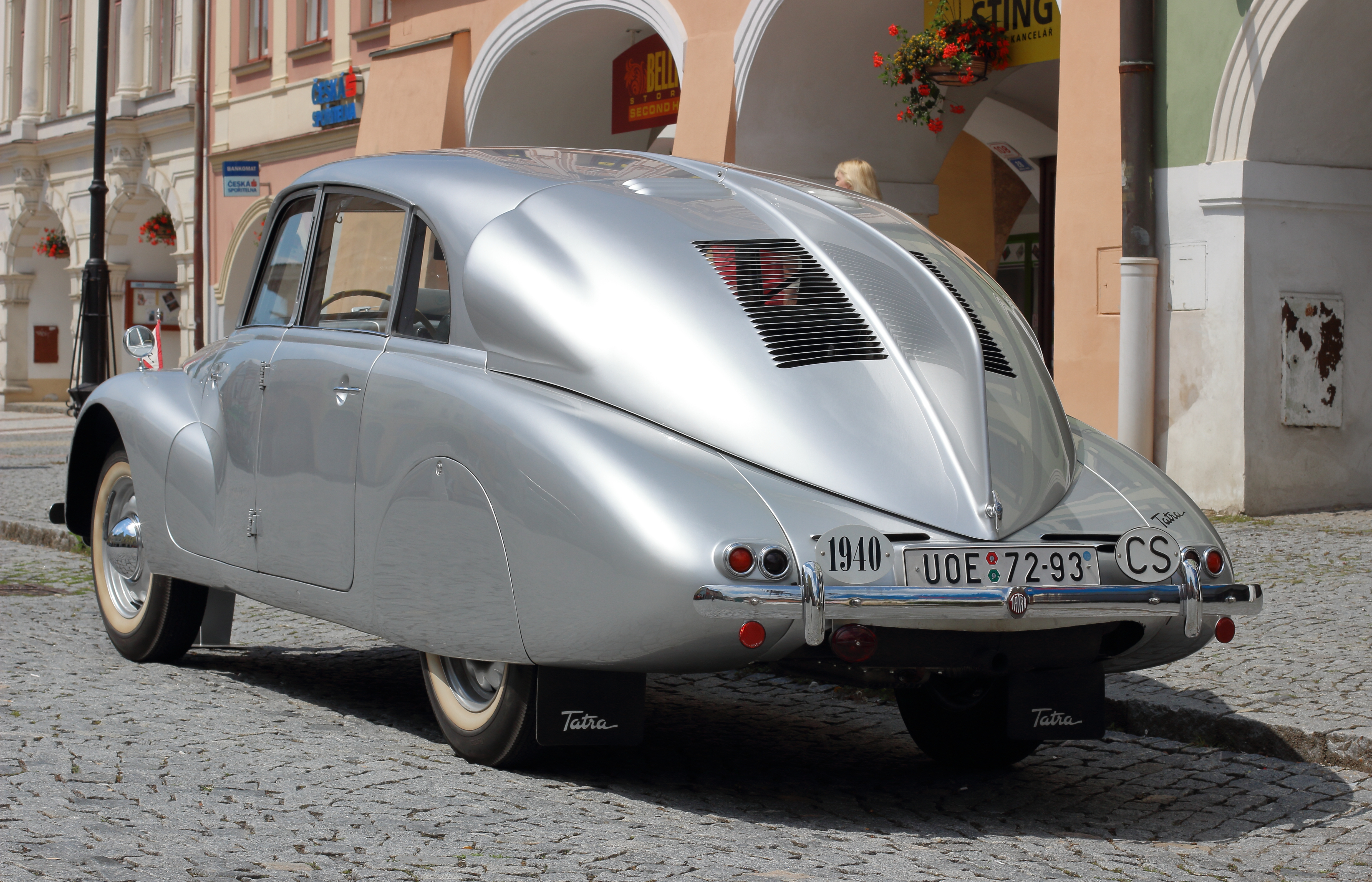

De Tatra 87 had een uniek gestroomlijnd koetswerk, ontworpen door Hans Ledwinka. Hij baseerde zich daarbij op de Tatra 77, de eerste seriegebouwde auto met een aerodynamische carrosserie waarbij het ontwerp veel rekening hield met ideeën van de Hongaar Paul Jaray, voor aerodynamische vormgeving. De Tatra 87 is, net als de T77, T97 en later ook nog de Tatra 600 Tatraplan, uitgerust met een vin op de motorkap/achterzijde.
De T87 reed bijzonder soepel en had een prima wegligging bij niet al te hoge snelheden. De voorzijde bleef echter aan de lichte kant, dat feit werd nauwelijks beïnvloed door het aantal inzittenden. Men moest als chauffeur duidelijk aan de rijeigenschappen van de Tatra wennen. Toentertijd was de T87 een van de snelste in zijn soort, met een uitstekende acceleratie. Het verbruik van 1 liter per 8 kilometer was redelijk zuinig.

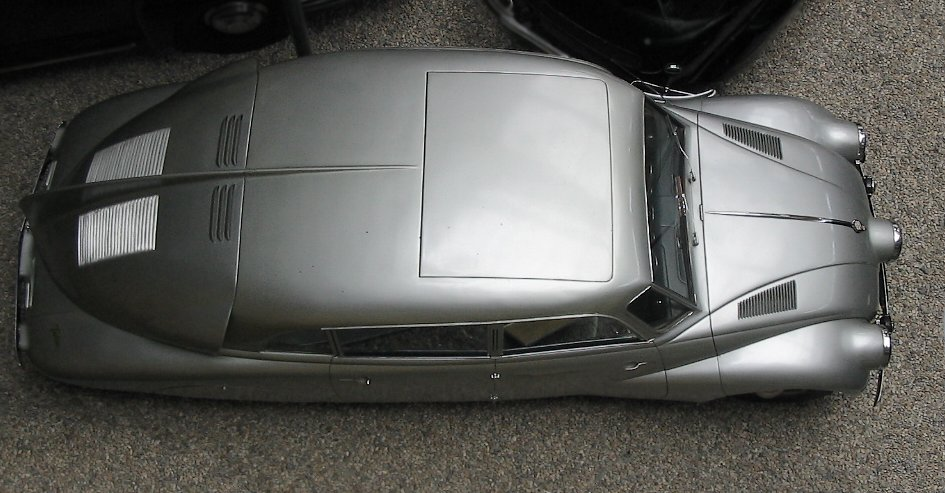

Het interieur was ruim en comfortabel, motorgeluid drong er nauwelijks in door, men hoorde voornamelijk de wind. De voorruit, bestaande uit een vlak stuk glas met aan de zijkanten twee kleine ruitjes, verschafte een prima uitzicht. De blik naar achteren was echter zonder meer slecht. De achterin geplaatste motor beperkt het zicht naar achter. In de motorkap achter zijn geen vensters geplaatst maar louvres, die tevens dienen als afvoer voor de luchtkoeling van de motor. De voorste deuren waren zogenaamde zelfmoordportieren.
Het Verdrag van München van 30 september 1938, waarbij het Sudetenland bij Duitsland werd ingelijfd, betekende voor Tatra het einde van de autoproductie. Nadat Tsjechoslowakije geheel was bezet, kwam de (militaire) vrachtautoproductie weer op gang. De Duitsers vonden de T87 echter een bij uitstek geschikte wagen voor de Autobahn en gaven Tatra daarom al snel weer toestemming het model voor civiele doeleinden te produceren. De wagen werd ook bij legerofficieren populair. De kleinere T97 werd in de ban gedaan omdat die een te grote concurrent kon zijn voor het eigen Volkswagen-project.

### Na de Tweede Wereldoorlog
Veel autofabrikanten kopieerden elementen van de Tatra 87. Dr. Ferdinand Porsche werd door Tatra aangeklaagd nadat de Volkswagen Kever op de markt verscheen. Volkswagen betaalde later aan Ringhofer-Tatra een afkoopsom voor inbreuk op de Tatra-patenten.
Hans Ledwinka, constructeur/fabrieksdirecteur bij Tatra, reed later als gepensioneerde in München nog enige jaren in een door Ringhoffer AG in Wenen gerestaureerde Tatra 87, Deze was hem geschonken door zijn vriend Felix Wankel. Deze Tatra 87 staat nu in het Deutsches Museum in München.
Fritz Todt, generaal-inspecteur van de Duitse wegenbouw en derhalve verantwoordelijk voor de ontwikkeling van de Autobahnen, bezat ook een T97 en noemde deze dé snelwegauto. Andere bekende Tatra 87 bezitters waren de vliegtuigconstructeur Ernst Heinkel, de schrijver John Steinbeck, Eugenio Pacelli en de Tsjechische wereldreizigers en schrijvers Jiří Hanzelka en Miroslav Zikmund (zij reisden met een Tatra 87 en later met twee Tatra 805's de wereld rond).

### In Nederland
De firma Englebert importeerde tijdens de Tweede Wereldoorlog een drietal Tatra 87’s voor het Reichskommissariat Niederlande van Arthur Seyss-Inquart. De auto’s werden niet door de fabriek in Nesselsdorf geleverd, maar door het hoofdkantoor van "Ringhoffer-Tatra" in Praag.

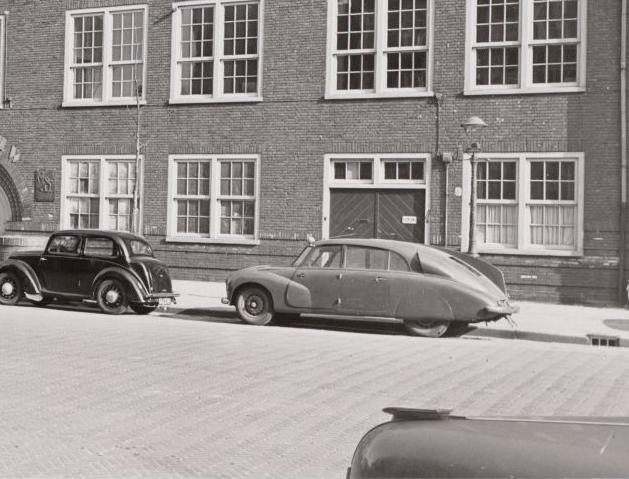
Tatra 87 (1948) in Nederland

Na de oorlog was Nederland een van de eerste landen waar Tsjechoslowakije een handelsovereenkomst mee afsloot. Beide landen zaten om deviezen verlegen en zochten elkaar op. Ruilhandel was bij uitstek een middel om niet te veel deviezen te laten wegvloeien en tegelijk producten te importeren waar men bij de wederopbouw wat aan had. De niet door oorlogsgeweld getroffen Tatra-fabriek kon vrij vlot de productie weer opstarten en de eerste auto’s verlieten in het najaar van 1945 de fabriek.
Anders dan de Tatra 57B en de latere Tatra 600 Tatraplan was de duurdere Tatra 87 geen onderdeel van de ruilhandel tussen Tsjechoslowakije en Nederland. De overheid vond hem eigenlijk te duur, er verdween dan te veel geld naar Tsjechoslowakije. In maart 1948, vlak voor de RAI Amsterdam, versoepelde de overheid het systeem door potentiële autokopers een koopvergunning voor een bepaalde klasse te verstrekken. De overheid bleef echter zuinig op haar deviezen, waardoor het aantal te importeren auto’s niet toenam en er wachtlijsten ontstonden bij de dealers voor de meest gewilde auto’s. In 1949 werd de distributie van auto’s opgeheven maar het vrijgeven van de verkoop ging niet vergezeld van grotere importen. Englebert bood in afwachting van het kunnen leveren van de Tatraplan de Tatra 87 aan die klanten aan die een grote keuzebon konden bemachtigen en ook al niet wilden of konden wachten op de Tatraplan. Volgens gegevens van Tatra zijn er 15 stuks aan Englebert geleverd. In 1949 was de Tatra 87 alweer uit de RAI-lijsten met verkrijgbare auto’s verdwenen, Englebert concentreerde zich op de Tatraplan.
In Nederland zijn indertijd twaalf 87's verkocht. Er staan in Nederland twee 87's op kenteken en er staat een exemplaar in het Louwman Museum.